# Corbarieu
Corbarieu är en kommun i departementet Tarn-et-Garonne i regionen Occitanien i södra Frankrike. Kommunen ligger i kantonen Villebrumier som tillhör arrondissementet Montauban. År 2022 hade Corbarieu 1 707 invånare.

## Befolkningsutveckling
Antalet invånare i kommunen Corbarieu
| Referens: INSEE |